# Irina Nekrassowa
Irina Sergejewna Nekrassowa (kasachisch Ирина Сергеевна Некрасова, * 1. März 1988) ist eine kasachische Gewichtheberin.

## Karriere
In der Weltjahresbestenliste von 2007 belegte sie Platz 12 der 69-kg-Klasse. Sie besaß damals eine Zweikampfleistung von 228,0 kg bei einem Körpergewicht von 64,07 kg. Dieses Ergebnis hatte sie am 20. September 2007 in Chiang Mai bei den Weltmeisterschaften im Gewichtheben erbracht. In der Weltjahresbestenliste von 2006 der 63-kg-Klasse war sie mit 210,0 kg Zweikampfleistung auf Platz 23 abgerutscht.
Ihren größten Erfolg feierte Nekrassowa  bei den Gewichtheber-Weltmeisterschaften 2011 in Paris, als sie in der 69-kg-Klasse mit 109 kg im Reißen auf Platz 5 kam, allerdings scheiterte sie beim Stoßen an 129 kg und brachte nur 121 kg (Platz 17) in die Zweikampfwertung, bei der sie mit 230 kg Platz 9 erzielen konnte.

## Doping
Bei den Olympischen Sommerspielen 2008 in Peking errang die Kasachin mit illegalen Mitteln eine Silbermedaille. Wie Nachuntersuchungen 2016 ergaben, hatte sie damals das Dopingmittel Stanozolol eingenommen. Im August 2016 wurde daher eine Sperre gegen sie ausgesprochen. Im November 2016 wurde ihr die Olympiamedaille aberkannt.